# Trzy Kotwice
Trzy Kotwice (Turno, Kotwica) – herb szlachecki.

## Opis herbu
Opis zgodnie z klasycznymi regułami blazonowania:
W polu czerwonym trzy srebrne kotwice barkami ku górze, dwie wyżej, w klejnocie pięć strusich piór, labry czerwone, podbite srebrem. Niektóre herbarze umieszczają kotwice w błękitnym polu.

## Herbowni
Turno, Chodykiewicz.